# Екатерининская миля

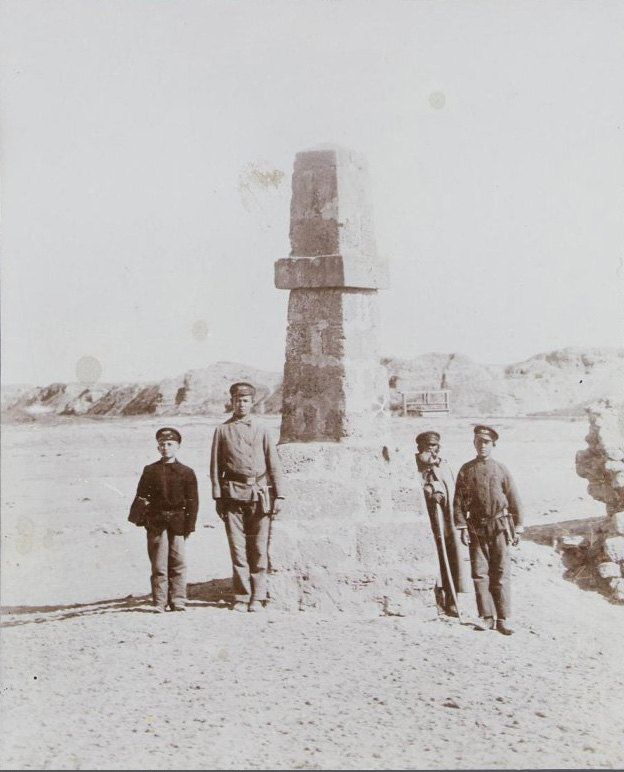
Утраченная Екатерининская миля, находившаяся вблизи Перекопской заставы

Екатери́нинская ми́ля — памятники истории и архитектуры, дорожные знаки, построенные в 1784—1787 годах на предполагаемом пути следования императрицы Екатерины Великой из Петербурга в Крым. В Российской Федерации, контролирующей спорную территорию Крыма, являются объектом культурного наследия Севастополя и Крыма регионального значения, а расположенные перед Ханским дворцом в Бахчисарае и в Цветочном — федерального значения, на Украине, в пределах международно признанных границ которой находится спорная территория — памятниками культурного наследия национального значения.

## История сооружения

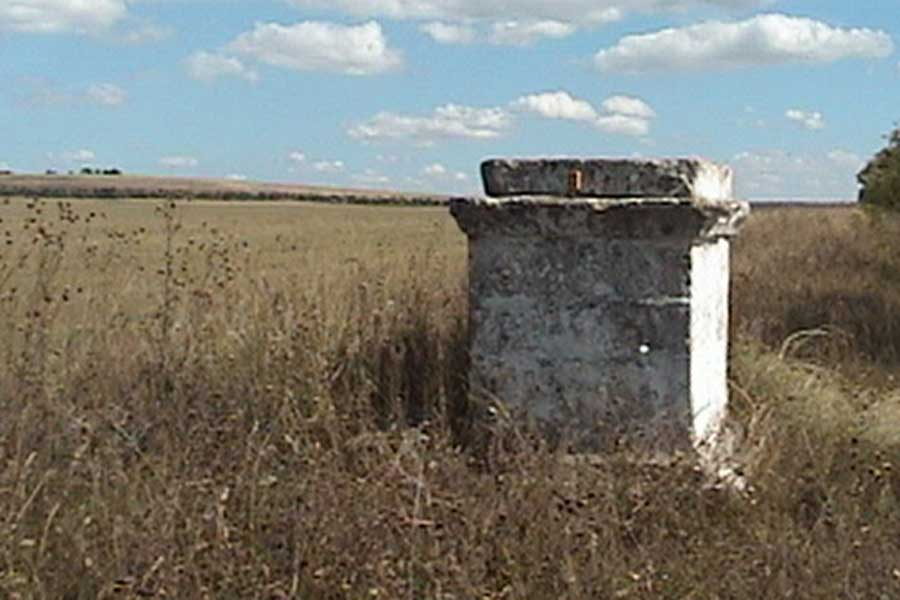
Екатерининская миля возле села Цветочное до восстановления

Инициатором установки этих знаков, по-видимому, был правитель Таврической области Василий Васильевич Нечуй-Каховский. Его предложение князю Григорию Александровичу Потёмкину было одобрено. Потемкин велел установить верстовые столбы на каждой версте, и особые «мили» через каждые 10 вёрст. К настоящему времени сохранились только «мили». О верстовых столбах информации нет. Находящиеся в Крыму «Екатерининские мили» представляют собой нижнюю часть колонны тосканского ордера с шестигранным перехватом посредине и конусообразным завершением, установленную на квадратном в плане постаменте. Изготовлением и установкой «миль» по маршрутам Бериславль — Перекоп — Ак-Мечеть и Севастополь — Бахчисарай — Ак-Мечеть — Карасубазар — Феодосия руководил В. В. Нечуй-Коховский. Изготовляли их, как и вёрсты, в Крыму. Три сохранившихся до сегодняшнего дня дорожных знака от Екатеринослава до Бериславля отличаются по внешнему виду от находящихся в Крыму. История их установки неизвестна, но можно предположить, что их также установили во время подготовки дороги к путешествию Екатерины II.

## Судьба памятников
Первоначальное количество миль неизвестно, но если учесть, что путь следования императрицы составлял не менее 550 миль, то их должно было быть около 55 единиц. В начале 30-х гг. XIX ст. в Крыму было зарегистрировано 12 Екатериновских миль. В советское время большая часть Екатерининских миль, как «символов царизма», была уничтожена. Последний акт вандализма на Украине произошел в 1998 году, когда между городами Старый Крым и Феодосия (у поворота в село Отважное) екатерининскую милю, признанную памятником республиканского значения, преднамеренно разрушили неизвестные.

## Современное состояние
До настоящего времени полностью или частично сохранилось шесть Екатерининских миль в Крыму, две на территории Днепропетровской области и одна в Херсонской области.

## Список сохранившихся объектов
| №                                      | Населённый пункт | Расположение                                                                                            | Информация | Фото    |
| В Крыму                                | В Крыму          | В Крыму                                                                                                 | В Крыму | В Крыму |
| -------------------------------------- | ---------------- | --- | --- | ------- |
| 1                                      | Севастополь      | На Северной стороне, на улице Челюскинцев, в парке Учкуевка                                             | Объект культурного наследия народов РФ регионального значения. Рег. № 921711029550005 (ЕГРОКН). Объект № 9230222000 (БД Викигида) |         |
| 2                                      | Бахчисарай       | Рядом с Ханским дворцом                                                                                 | Объект культурного наследия народов РФ федерального значения. Рег. № 911510357970056 (ЕГРОКН) |         |
| 3                                      | с. Севастьяновка | 23-й км шоссе Симферополь-Бахчисарай                                                                    | Объект культурного наследия народов РФ регионального значения. Рег. № 911710946100005 (ЕГРОКН) |         |
| 4                                      | Старый Крым      | Находится во дворе краеведческого музея                                                                 | Располагалась между селами Насыпное и Первомайское, при повороте на село Отважное. Была разрушена в 1998 году. Тогда же куски мили перевезли во двор краеведческого музея в Старом Крыму. Сотрудники музея заново «собрали» милю, и теперь она в отреставрированном виде хранится во дворе музея. Объект культурного наследия народов РФ регионального значения. Рег. № 911710951250005 (ЕГРОКН) |         |
|                                        | с. Отважное      | Между селами Насыпное и Первомайское, при повороте на село Отважное                                     | 10 мая 2010 года на трассе Симферополь — Феодосия на повороте в село Отважное был воссоздан памятный знак в виде екатерининской мили. Знак установлен на месте где ранее стоял такой же исторический знак, но который был перемещён в музей. |         |
| 5                                      | с. Цветочное     | На 29-м км шоссе Симферополь — Феодосия (около села Цветочное).                                         | Екатерининская миля возле села Цветочное не сохранилась. От неё остался один постамент. Была восстановлена в 2012 году. Объект культурного наследия народов РФ федерального значения. Рег. № 911510360090006 (ЕГРОКН) |         |
| 6                                      | с. Кринички      | Территория Старокрымского военного полигона, рядом с селом Кринички и сельским поселением Абрикосовское | Объект культурного наследия народов РФ регионального значения. Рег. № 912011338120005 (ЕГРОКН) |         |
| На территории Днепропетровской области |                  | | |         |
| 7                                      | Днепр            | В центре города на Соборной площади                                                                     | |         |
| 8                                      | с. Волосское     | Находится в 3 км на юго-запад от села                                                                   | Частично разрушена |         |
| На территории Херсонской области       |                  | | |         |
| 9                                      | с. Осокоровка    | Не доезжая до села 2,7 км со стороны райцентра Нововоронцовка                                           | 47°27′00″ с. ш. 33°52′28″ в. д. |         |